# Seconde guerre saoudo-hachémite
Unification de l'Arabie
Batailles
La Mecque • Médine • Djeddah (en)
La seconde guerre saoudo-hachémite ou guerre de Hejaz et de Nedjd se déroula de septembre 1924 à décembre 1925. Elle correspond à l'invasion par le sultan saoudien Ibn Séoud du royaume hachémite du Hedjaz. Elle se termina par la conquête et l'incorporation du Hedjaz dans le domaine saoudien.

## Contexte
La campagne de 1924 s'inscrivait dans le cadre du conflit historique entre les Hachémites du Hedjaz et les Saoudiens de Riyad (Nedjd), qui avait déjà déclenché la première guerre saoudo-hachémite (en) en 1919.

## Historique

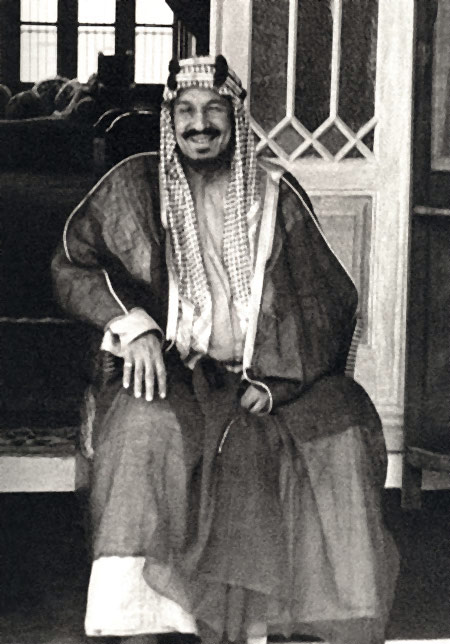
Ibn Séoud

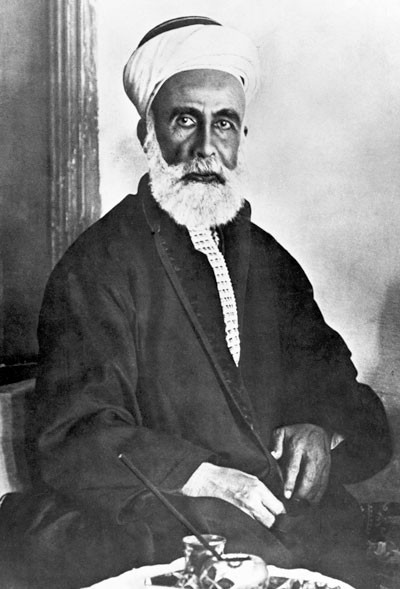
Hussein ben Ali

Le prétexte pour la reprise des hostilités entre Nedjd et Hejaz est venu lorsque les pèlerins du Nedjd se sont vu refuser l'accès aux lieux saints du Hedjaz. Le 29 août 1924, Ibn Séoud a commencé sa campagne militaire contre Hedjaz en avançant vers Taëf, qui s'est rendu sans lutte majeure. Après la chute de Taif, les forces saoudiennes et les tribus alliées d'Ikhwan se sont déplacées vers La Mecque. La demande Hussein ben Ali de l'aide britannique lui a été refusée sous prétexte de non-intervention dans des conflits religieux. Après le refus d'aide de son fils roi Abdallah de Transjordanie Hussein bin Ali s'enfuit de la Mecque à Djeddah. La ville de La Mecque est tombée le 13 octobre 1924. La Conférence islamique, tenue à Riyad le 29 octobre 1924, a apporté une large reconnaissance islamique de la juridiction d'Ibn Séoud sur la Mecque.
Avec l'avancement des forces saoudiennes et le blocus imposé à Djeddah, l'armée héjazie a commencé à se désintégrer. La ville de Médine s'est rendue le 9 décembre 1925 et Yanbu est tombé 12 jours plus tard. Djeddah a été remis au sultan Abdulaziz du Nedjd et aux forces saoudiennes en décembre 1925, les forces saoudiennes entrant dans ses portes le 8 janvier 1926, après que la capitulation ait été négociée entre le roi Ali, le sultan Ibn Séoud et le consul britannique par l’intermédiaire du souverain de la ville, Sheikh Abdullah Alireza.

## Conséquence
À la suite de la prise de contrôle réussie du royaume de Hedjaz, Ibn Séoud se déclare roi du Hedjaz. Le royaume a ensuite été incorporé au royaume du Nedjd et du Hedjaz, Ibn Séoud étant le roi des deux royaumes. En 1932, celui-ci réunit les deux états en un unique, le royaume d'Arabie saoudite.
En 1927, les Ikhwans se révoltèrent, Ibn Séoud mène une armée désormais soutenue par quatre avions britanniques, pilotés par des pilotes britanniques, et 200 véhicules militaires, qui symbolisent la modernisation rejetée par les Ikhwans. Après les défaites de Sabilla et de Djebel Shammar (1929), et la mort des chefs rebelles, l'Ikhwan est éliminée en tant que force militaire organisée début 1930.
Le roi Hussein d'Hejaz s'est enfui à Chypre, déclarant son fils Ali ben Hussein roi d'Hejaz, mais avec la chute du royaume, la dynastie s'est retrouvée en exil. Les hachémites sont cependant restés pour gouverner l'émirat de Transjordanie et le royaume d'Irak.